# Dunlop Maxaret
Das Maxaret von Dunlop war das erste in größerem Umfang eingesetzte Antiblockiersystem (ABS). Das System wurde 1952 eingeführt und verbreitete sich schnell im Bereich der Luftfahrt. Versuche zeigten einen um bis zu 30 % verkürzten Bremsweg und verhinderten Reifenplatzer sowie Bremsplatten durch blockierende Räder. Ab 1966 wurde das Maxaret auch im Jensen FF sowie zuvor bereits versuchsweise in weiteren Straßenfahrzeugen eingesetzt. Antiblockiersysteme setzten sich in diesem Bereich jedoch erst im Verlauf der 1970er Jahre durch, als elektronisch geregelte Systeme verfügbar waren.

## Einsatz in der Luftfahrt
Bei Flugzeugen ist das Verhältnis zwischen Reifenaufstandsfläche und Fahrzeugmasse deutlich kleiner als bei Straßenfahrzeugen und die Bremsung erfolgt bei höheren Geschwindigkeiten. In Verbindung mit den Schwankungen der Radaufstandskraft bei der Landung spielt die Problematik blockierender Räder bei Flugzeugen daher eine besondere Rolle. Gleichzeitig ist die bei Straßenfahrzeugen ohne ABS zum Erhalt der Lenkfähigkeit übliche Stotterbremse schwierig auszuführen. Blockierende Reifen führen dazu, dass Bremsplatten entstehen oder der Reifen sogar durch den Wärmeeintrag platzt, die Haltbarkeit von Flugzeugreifen wird also deutlich reduziert. Vor diesem Hintergrund wurde von Dunlop in den 1950er Jahren das Maxaret entwickelt.
Bei frühen Tests mit der Avro Canada CF-100 ermöglichte das System sichere Landungen auf eisbedeckten Landebahnen. Da die Einsatzbedingungen der meisten Flugzeuge durch das Start- und Landeverhalten bei widrigen Wetterbedingungen bestimmt werden, war ein 15 % höheres Gesamtgewicht möglich. Ein weiterer Vorteil war ursprünglich unerwartet: Der Bremsweg wurde bei Einsatz des Maxaret um bis zu 30 % reduziert. Während Piloten zur Vermeidung blockierender Reifen ohne Antiblockiersystem erst nach einer sicheren Landung bremsten, wurde die Bremsung mit Maxaret direkt beim Aufsetzen eingeleitet. Spätere Ausführungen erlaubten sogar eine Betätigung bereits vor der Landung, indem der Bremsdruck erst aufgebaut wurde, nachdem sich die Räder drehten (Automatische Bremse).

### Funktionsweise
Das Maxaret arbeitet ohne Elektronik und verhindert rein mechanisch das Blockieren der Räder. In der für Flugzeuge entwickelten Ausführung wird an jedem gebremsten Rad eine Trommel mit einem über eine Drehfeder verbundenen Schwungrad angebracht, das eine Relativbewegung von bis zu 60 Grad ermöglicht. Bei einem Blockieren des Rades dreht sich das Schwungrad zunächst weiter und betätigt ein Ventil, das den hydraulischen Bremsdruck reduziert bis sich das Rad wieder dreht.

Zeichnungen aus Patent US2656017
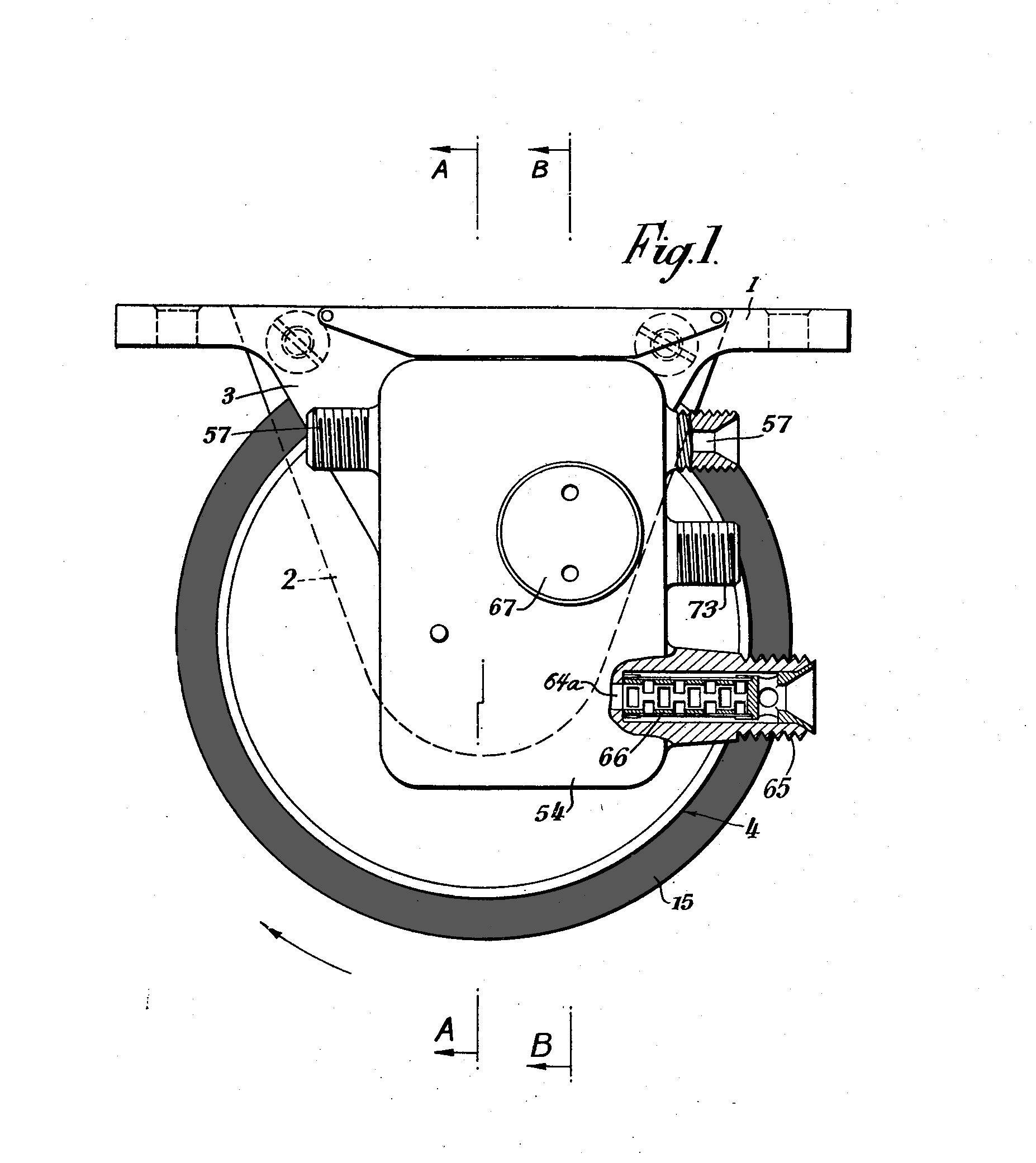
Fig. 1. Seiten Ansicht 15 massiver Reifen
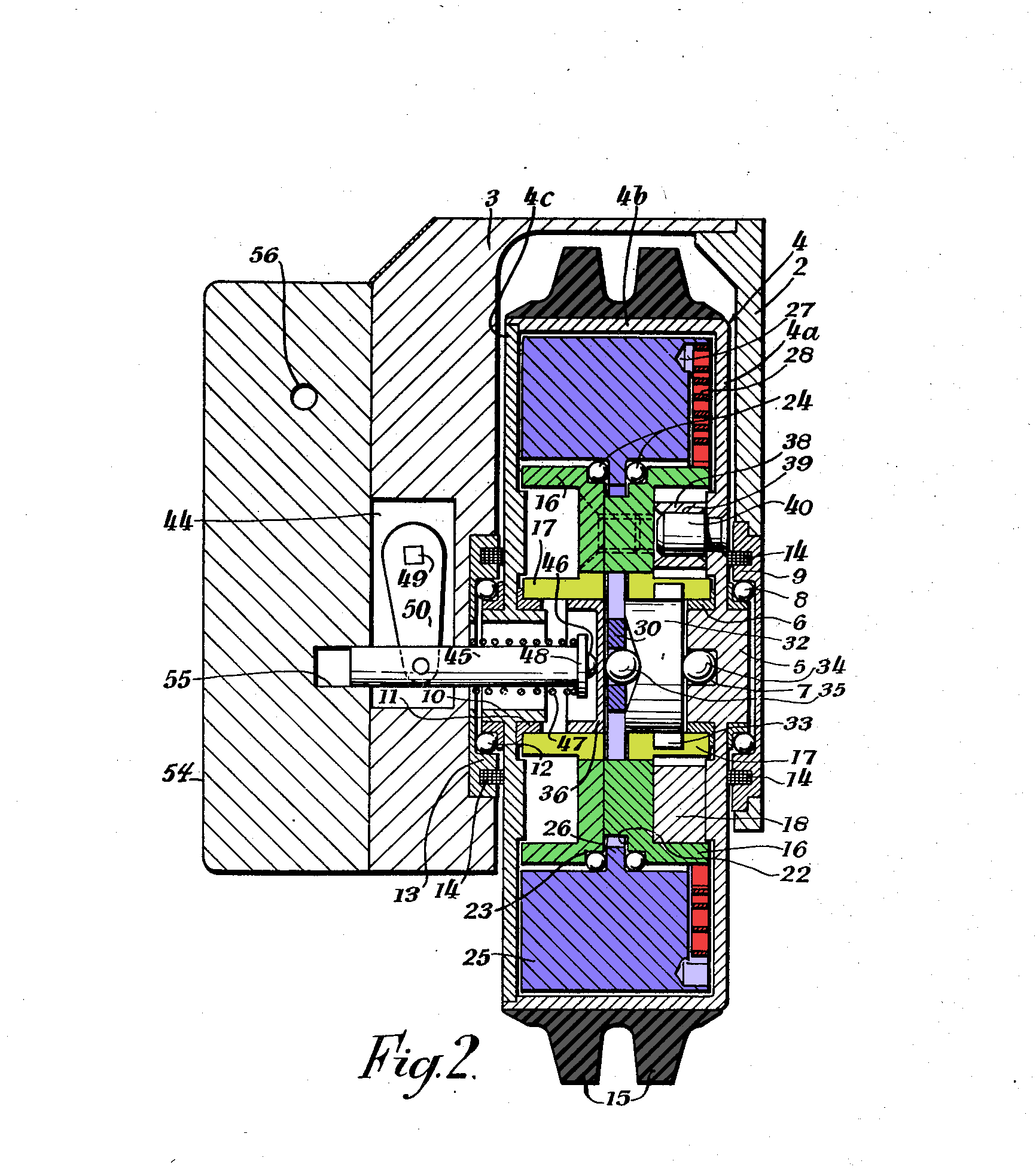
Fig. 2. Schnitt durch A--A 16 & 17 Trommel 25 Schwungrad
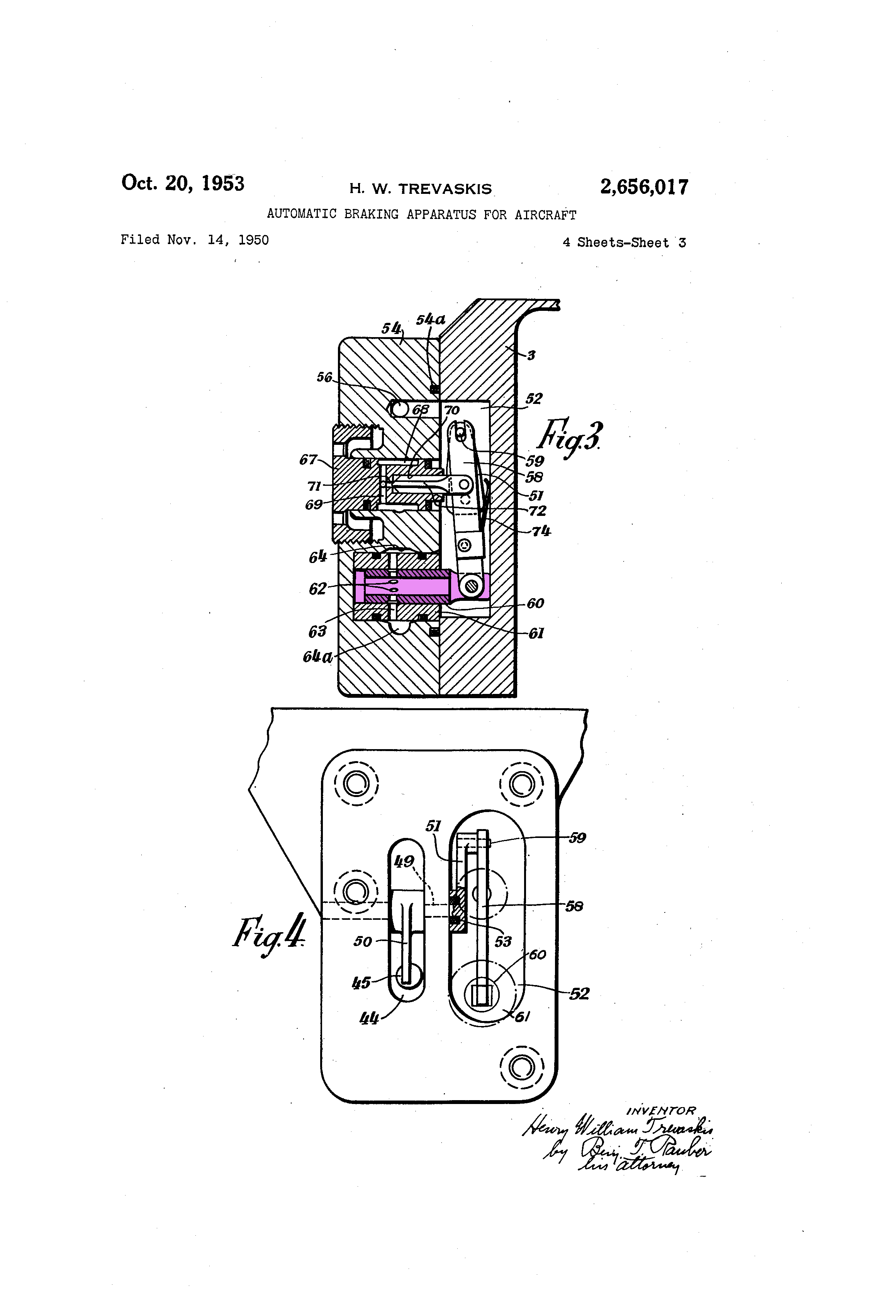
Fig. 3. Schnitt durch B--B Fig. 4 Ansicht von Fig.2 von der Linkenseite 60 Ventil
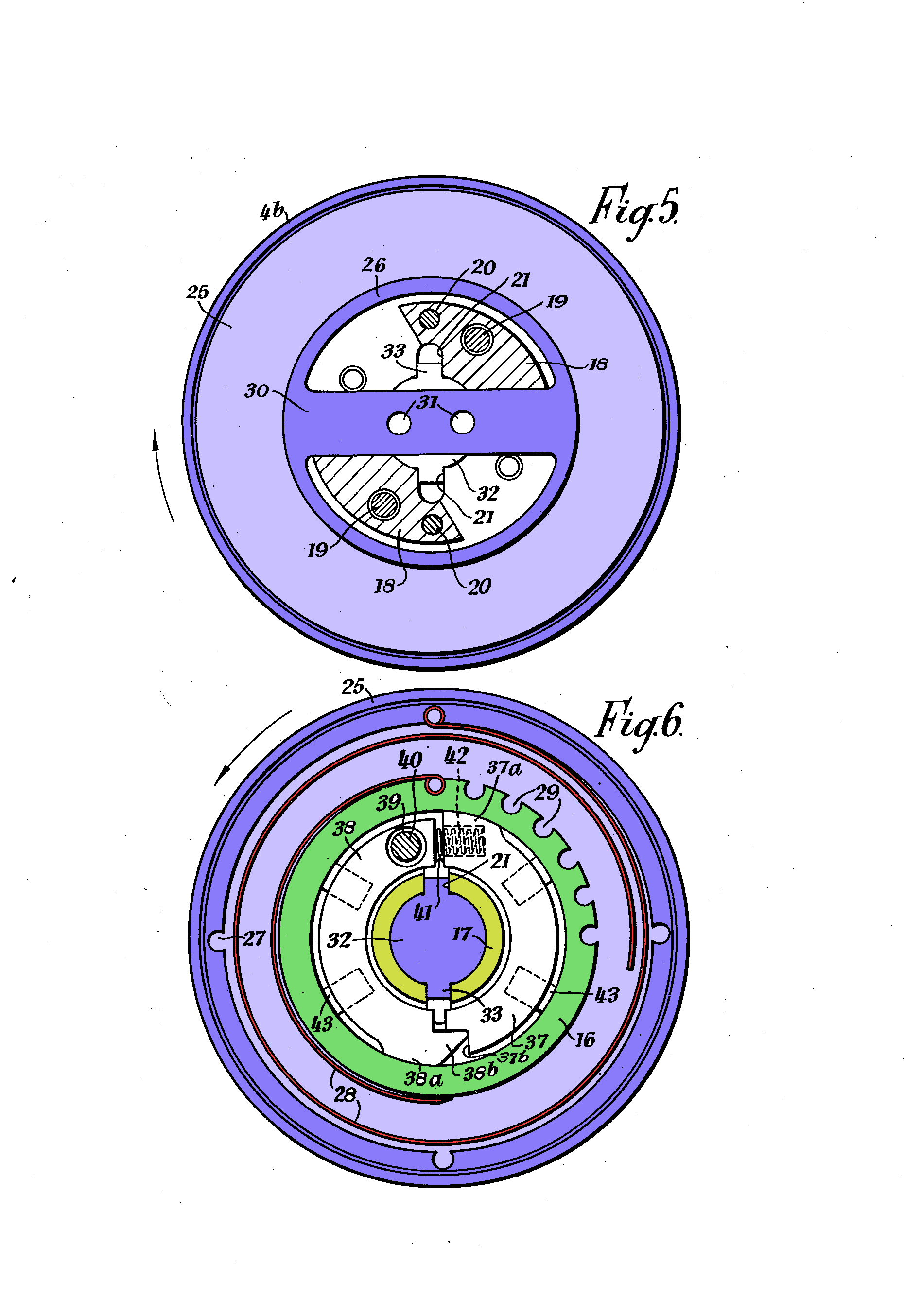
Fig. 5. Schnitt durch C--C von Fig. 2 Fig. 6. wie Fig. 5 mit Schwungrad und Halterung entfernt 28 Drehfeder

### Verbreitung
Das von Dunlop in Großbritannien entwickelte Maxaret wurde in den meisten britischen Militärflugzeugen eingesetzt. Hierzu gehörten die Handley Page Victor, die BAC TSR.2 und die English Electric Lightning. In der zivilen Luftfahrt wurden Flugzeuge wie die Hawker Siddeley Trident damit ausgerüstet. Bei der Fokker F-27 wurde das ursprünglich für hydraulische Bremsen entwickelte System für eine pneumatische Bremse adaptiert.
Weitere Flugzeuge mit Maxaret waren:
- Avro Vulcan
- BAC 1-11
- Breguet Atlantic
- British Aerospace ATP
- De Havilland Comet 2C
- De Havilland Sea Vixen
- Hawker Siddeley HS.125
- Hawker-Siddeley HS 748
- Vickers Valiant
- Vickers VC10
- Vickers Viscount

Im Jahr 1966 wurde schließlich eine elektronische Version, das Maxaret Mark X entwickelt.

## Einsatz in Straßenfahrzeugen
Das Maxaret wurde außer in der Luftfahrt auch für Straßenfahrzeuge weiterentwickelt. Hierzu gehörten experimentelle Umsetzungen im Motorrad Royal Enfield Super Meteor im Jahr 1958 sowie für Sattelauflieger.

### Jensen FF

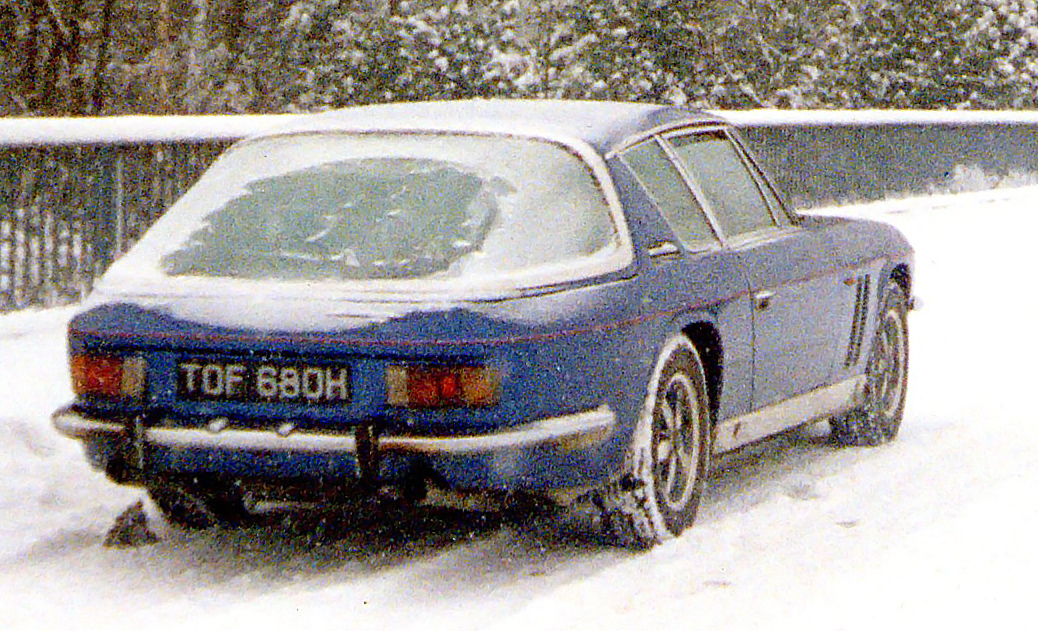
Jensen FF

Am bekanntesten ist die Verwendung im Jensen FF, dem ersten in Serie gebauten Pkw mit permanentem Allradantrieb von Ferguson Research. Wegen der Kombination von Allradantrieb und ABS wurde der Wagen von Sports Illustrated als „safest car in the world“ also „sicherstes Auto der Welt“ bezeichnet. Die Funktionsweise des Maxaret im Jensen FF unterscheidet sich von den Flugzeugsystemen. Das Blockieren einer Achse wird nicht direkt am einzelnen Rad, sondern am Zentraldifferential über ein Schwungrad erkannt. Dieses Schwungrad betätigt einen elektrischen Schalter und aktiviert ein Ventil, das die Druckverhältnisse am pneumatischen Bremskraftverstärker umschaltet und damit die Bremskraft reduziert. Der Fahrer spürt dies durch einen Gegendruck im Bremspedal.